# Berthenay
Berthenay é uma comuna francesa na região administrativa do Centro, no departamento Indre-et-Loire. Estende-se por uma área de 7,22 km². Em 2010 a comuna tinha 706 habitantes (densidade: 97,8 hab./km²).